# Collegio di Altrincham and Sale West
Altrincham and Sale West è un collegio elettorale situato nella Grande  Manchester, nel Nord Ovest dell'Inghilterra, e rappresentato alla Camera dei comuni del Parlamento del Regno Unito. Elegge un membro del parlamento con il sistema first-past-the-post, ossia maggioritario a turno unico; l'attuale parlamentare è Connor Rand del Partito Laburista, che rappresenta il collegio dal 2024.

## Estensione

Altrincham and Sale West dal 2010 al 2024

- 1997-2010: i ward del borgo metropolitano di Trafford di Altrincham, Bowdon, Broadheath, Hale, Mersey St Mary's, St. Martin's, Timperley e Village.
- 2010-2024: i ward del borgo metropolitano di Trafford di Altrincham, Ashton on Mersey, Bowdon, Broadheath, Hale Barns, Hale Central, St Mary's, Timperley e Village.
- dal 2024: i ward del borgo metropolitano di Trafford di Altrincham, Ashton upon Mersey, Bowdon, Broadheath, Hale Barns and Timperley South, Hale, Manor, Timperley Central e Timplerley North.

Il collegio è uno dei tre che coprono il borgo metropolitano di Trafford, in particolare ricopre la sua parte meridionale, con le città di Altrincham e la parte occidentale di Sale. Confina con i collegi di Stretford and Urmston, Tatton, Warrington North, Warrington South e Wythenshawe and Sale East.

## Membri del parlamento
| Elezione | Elezione | Deputato     | Partito      |
| -------- | -------- | ------------ | ------------ |
|          | 1997     | Graham Brady | Conservatore |
|          | 2024     | Connor Rand  | Laburista    |

## Elezioni

### Elezioni negli anni 2020
| Partito                    | Partito                                           | Candidato                  | Risultati 4 luglio 2024 | Risultati 4 luglio 2024 |
| Partito                    | Partito                                           | Candidato                  | Voti                    | %                       |
| -------------------------- | ------------------------------------------------- | -------------------------- | ----------------------- | ----------------------- |
|                            | Laburista                                         | Connor Rand                | 20 798                  | 40,42                   |
|                            | Conservatore                                      | Oliver Carroll             | 16 624                  | 32,31                   |
|                            | Reform UK                                         | Paul Swansborough          | 4 961                   | 9,64                    |
|                            | Lib Dem                                           | Jane Brophy                | 4 727                   | 9,19                    |
|                            | Verdi                                             | Geraldine Coggins          | 3 699                   | 7,19                    |
|                            | Workers                                           | Faisal Kabir               | 643                     | 1,25                    |
|                            |                                                   |                            |                         |                         |
| Iscritti                   | Iscritti                                          | Iscritti                   | 74 026                  | 100,00                  |
| ↳ Votanti (% su iscritti)  | ↳ Votanti (% su iscritti)                         | ↳ Votanti (% su iscritti)  | 51 452                  | 69,51                   |
| ↳ Astenuti (% su iscritti) | ↳ Astenuti (% su iscritti)                        | ↳ Astenuti (% su iscritti) | 22 574                  | 30,49                   |
|                            |                                                   |                            |                         |                         |
|                            | Esito: collegio passa da Conservatore a Laburista |                            |                         |                         |

### Elezioni negli anni 2010
| Partito                    | Partito                                   | Candidato                  | Risultati 12 dicembre 2019 | Risultati 12 dicembre 2019 |
| Partito                    | Partito                                   | Candidato                  | Voti                       | %                          |
| -------------------------- | ----------------------------------------- | -------------------------- | -------------------------- | -------------------------- |
|                            | Conservatore                              | Graham Brady               | 26 311                     | 48,05                      |
|                            | Laburista                                 | Andrew Western             | 20 172                     | 36,84                      |
|                            | Lib Dem                                   | Angela Smith               | 6 036                      | 11,02                      |
|                            | Verdi                                     | Geraldine Coggins          | 1 566                      | 2,86                       |
|                            | Liberale                                  | Neil Taylor                | 454                        | 0,83                       |
|                            | Indipendente                              | Iram Kiani                 | 224                        | 0,41                       |
|                            |                                           |                            |                            |                            |
| Iscritti                   | Iscritti                                  | Iscritti                   | 73 096                     | 100,00                     |
| ↳ Votanti (% su iscritti)  | ↳ Votanti (% su iscritti)                 | ↳ Votanti (% su iscritti)  | 54 763                     | 74,92                      |
| ↳ Astenuti (% su iscritti) | ↳ Astenuti (% su iscritti)                | ↳ Astenuti (% su iscritti) | 18 333                     | 25,08                      |
|                            |                                           |                            |                            |                            |
|                            | Esito: collegio confermato a Conservatore |                            |                            |                            |

| Partito                    | Partito                                   | Candidato                  | Risultati 8 giugno 2017 | Risultati 8 giugno 2017 |
| Partito                    | Partito                                   | Candidato                  | Voti                    | %                       |
| -------------------------- | ----------------------------------------- | -------------------------- | ----------------------- | ----------------------- |
|                            | Conservatore                              | Graham Brady               | 26 933                  | 51,02                   |
|                            | Laburista                                 | Andrew Western             | 20 507                  | 38,85                   |
|                            | Lib Dem                                   | Jane Brophy                | 4 051                   | 7,67                    |
|                            | Verdi                                     | Geraldine Coggins          | 1 000                   | 1,89                    |
|                            | Liberale                                  | Neil Taylor                | 299                     | 0,57                    |
|                            |                                           |                            |                         |                         |
| Iscritti                   | Iscritti                                  | Iscritti                   | 73 217                  | 100,00                  |
| ↳ Votanti (% su iscritti)  | ↳ Votanti (% su iscritti)                 | ↳ Votanti (% su iscritti)  | 52 790                  | 72,10                   |
| ↳ Astenuti (% su iscritti) | ↳ Astenuti (% su iscritti)                | ↳ Astenuti (% su iscritti) | 20 427                  | 27,90                   |
|                            |                                           |                            |                         |                         |
|                            | Esito: collegio confermato a Conservatore |                            |                         |                         |

| Partito                    | Partito                                   | Candidato                  | Risultati 7 maggio 2015 | Risultati 7 maggio 2015 |
| Partito                    | Partito                                   | Candidato                  | Voti                    | %                       |
| -------------------------- | ----------------------------------------- | -------------------------- | ----------------------- | ----------------------- |
|                            | Conservatore                              | Graham Brady               | 26 771                  | 53,00                   |
|                            | Laburista                                 | James Wright               | 13 471                  | 26,67                   |
|                            | Lib Dem                                   | Jane Brophy                | 4 235                   | 8,38                    |
|                            | UKIP                                      | Chris Frost                | 4 047                   | 8,01                    |
|                            | Verdi                                     | Nick Robertson-Brown       | 1 983                   | 3,93                    |
|                            |                                           |                            |                         |                         |
| Iscritti                   | Iscritti                                  | Iscritti                   | 71 961                  | 100,00                  |
| ↳ Votanti (% su iscritti)  | ↳ Votanti (% su iscritti)                 | ↳ Votanti (% su iscritti)  | 50 517                  | 70,20                   |
| ↳ Astenuti (% su iscritti) | ↳ Astenuti (% su iscritti)                | ↳ Astenuti (% su iscritti) | 21 444                  | 29,80                   |
|                            |                                           |                            |                         |                         |
|                            | Esito: collegio confermato a Conservatore |                            |                         |                         |

| Partito                    | Partito                                   | Candidato                  | Risultati 6 maggio 2010 | Risultati 6 maggio 2010 |
| Partito                    | Partito                                   | Candidato                  | Voti                    | %                       |
| -------------------------- | ----------------------------------------- | -------------------------- | ----------------------- | ----------------------- |
|                            | Conservatore                              | Graham Brady               | 24 176                  | 48,95                   |
|                            | Lib Dem                                   | Jane Brophy                | 12 581                  | 25,47                   |
|                            | Laburista                                 | Tom Ross                   | 11 073                  | 22,42                   |
|                            | UKIP                                      | Kenneth Bullman            | 1 563                   | 3,16                    |
|                            |                                           |                            |                         |                         |
| Iscritti                   | Iscritti                                  | Iscritti                   | 71 274                  | 100,00                  |
| ↳ Votanti (% su iscritti)  | ↳ Votanti (% su iscritti)                 | ↳ Votanti (% su iscritti)  | 49 393                  | 69,30                   |
| ↳ Astenuti (% su iscritti) | ↳ Astenuti (% su iscritti)                | ↳ Astenuti (% su iscritti) | 21 881                  | 30,70                   |
|                            |                                           |                            |                         |                         |
|                            | Esito: collegio confermato a Conservatore |                            |                         |                         |

### Elezioni negli anni 2000
| Partito                    | Partito                                   | Candidato                  | Risultati 5 maggio 2005 | Risultati 5 maggio 2005 |
| Partito                    | Partito                                   | Candidato                  | Voti                    | %                       |
| -------------------------- | ----------------------------------------- | -------------------------- | ----------------------- | ----------------------- |
|                            | Conservatore                              | Graham Brady               | 20 569                  | 46,42                   |
|                            | Laburista                                 | John Stockton              | 13 410                  | 30,26                   |
|                            | Lib Dem                                   | Ian Chappell               | 9 595                   | 21,65                   |
|                            | UKIP                                      | Gary Peart                 | 736                     | 1,66                    |
|                            |                                           |                            |                         |                         |
| Iscritti                   | Iscritti                                  | Iscritti                   | 67 238                  | 100,00                  |
| ↳ Votanti (% su iscritti)  | ↳ Votanti (% su iscritti)                 | ↳ Votanti (% su iscritti)  | 44 310                  | 65,90                   |
| ↳ Astenuti (% su iscritti) | ↳ Astenuti (% su iscritti)                | ↳ Astenuti (% su iscritti) | 22 928                  | 34,10                   |
|                            |                                           |                            |                         |                         |
|                            | Esito: collegio confermato a Conservatore |                            |                         |                         |

| Partito                    | Partito                                   | Candidato                  | Risultati 7 giugno 2001 | Risultati 7 giugno 2001 |
| Partito                    | Partito                                   | Candidato                  | Voti                    | %                       |
| -------------------------- | ----------------------------------------- | -------------------------- | ----------------------- | ----------------------- |
|                            | Conservatore                              | Graham Brady               | 20 113                  | 46,16                   |
|                            | Laburista                                 | Jane Baugh                 | 17 172                  | 39,41                   |
|                            | Lib Dem                                   | Christopher Gaskell        | 6 283                   | 14,42                   |
|                            |                                           |                            |                         |                         |
| Iscritti                   | Iscritti                                  | Iscritti                   | 72 252                  | 100,00                  |
| ↳ Votanti (% su iscritti)  | ↳ Votanti (% su iscritti)                 | ↳ Votanti (% su iscritti)  | 43 568                  | 60,30                   |
| ↳ Astenuti (% su iscritti) | ↳ Astenuti (% su iscritti)                | ↳ Astenuti (% su iscritti) | 28 684                  | 39,70                   |
|                            |                                           |                            |                         |                         |
|                            | Esito: collegio confermato a Conservatore |                            |                         |                         |

## Risultati dei referendum

### Referendum sulla permanenza del Regno Unito nell'Unione europea del 2016
|             | Collegio                 | Lasciare UE % | Rimanere in UE % |
| ----------- | ------------------------ | ------------- | ---------------- |
|             | Altrincham and Sale West | 38,4%         | 61,6%            |
|             | Inghilterra              | 53,3%         | 46,7%            |
| Regno Unito | 51,9%                    | 48,1%         |                  |